# José Joaquín Vicuña
Pour les articles homonymes, voir Vicuña (homonymie) et Larraín.
José Joaquín Vicuña Larraín (prononcé en espagnol : [xoˈse xo.aˈkim biˈkuɲa laraˈin]), né en 1786 et mort à La Serena en 1857, est un militaire et homme politique chilien. Il est vice-président du Chili en 1829.

## Biographie
José Joaquín Vicuña Larraín est né en 1786[réf. nécessaire]. Son nom de famille est originaire de la Navarre, la seigneurie de Larraín étant établie au Moyen Âge dans la vallée d'Ilzarbe (es) (aujourd'hui incorporée à Ollo). Il descend de Santiago de Larraín y Vicuña (es), arrivé au Chili vers 1687. Il est le fils de Francisco Vicuña Hidalgo Zavala et de María del Carmen Larraín Salas. Son frère Manuel (es) devient le premier archevêque de Santiago du Chili.
Il devient capitaine des grenadiers en 1810 et est fait capitaine d'armée en 1817 par San Martín à Mendoza. Sa participation pendant la guerre d'indépendance du Chili est notable pour la prise de La Serena. En 1821, il fonde le bourg de San Isidro de Vicuña, qui deviendra plus tard la ville de Vicuña. Il est promu colonel de la cavalerie en mai 1828 et devient le commandant en chef de la garnison de Coquimbo.
Larraín est élu à l'Assemblée provinciale de Coquimbo (es) dans la circonscription d'Illapel en 1823, puis en 1825 et en 1826, et reste député jusqu'en 1828. Son élection au poste de vice-président (en) est la cause immédiate de la Guerre civile chilienne de 1829-1830 (en), alors qu'il est choisi avec seulement 48 votes (11.3 % des votes). Il est élu puisqu'il était frère de Francisco Ramón Vicuña (en), le président du Sénat, qui était alors contrôlé par les libéraux, au détriment des conservateurs, qui déclenchent la guerre sous le prétexte de l'élection de Vicuña,. Joaquín n'a finalement jamais assumé son poste, la guerre ayant pris trop de place, et finit par se retirer à La Serena, où il vit la plupart de sa vie.
Vicuña est maire de La Serena de 1817 à 1819 avec Nicolás del Pozo, puis Patricio Zeballos, puis de 1834 à 1837 avec Juan Francisco Cifuentes et enfin de 1843 à 1846 avec José Monreal,,,. En 1852, il fait partie d'une commission établie par le conseil municipal pour évaluer la construction d'un réseau ferroviaire ou non.
Il épouse Carmen del Solar Marín, avec qui il a onze enfants. Il meurt en 1857 et est enterré au cimetière municipal de La Serena.